# Etang Discher
Enriqua „Etang“ Discher Grau (auch bekannt als Nena Discher; * 24. November 1906; † 22. November 1991) war eine philippinische Schauspielerin. Sie war die Tochter eines Deutschen und einer Philippinin spanischer Abstammung.
Etang Discher begann ihre Karriere im Chor der Bodabil Bühnenshows der philippinischen Sängerin Katy de la Cruz.
Sie wurde oft für böse Rollen besetzt. Ihr strenges, finsteres kastilisches Gesicht erschien in vielen philippinischen Vorkriegsfilmen, die meist in der Art von Seifenopern aufgemacht waren. Sie war die Frau, bei der das philippinische Kinopublikum in den Filmen seinen Hassgefühlen gerne freien Lauf ließ, oft spielte sie eine böse Tante oder Schwiegermutter oder sogar eine Hexe. Obwohl ihre Rollen keine gute Voraussetzung waren, um beim Publikum zum Star zu werden, wurde sie dennoch zu einem berühmten (oder berüchtigten) Star des philippinischen Films. Viele ihrer Filme wurden von Sampaguita Pictures produziert, dem Filmstudio, das sie für eine bedeutende Zeit ihrer Karriere unter Vertrag hatte. Ihr letzter bekannter Film stammt aus dem Jahr 1981.
Dischers Sohn Panchito Alba (eigentlich Alfonso D. Tagle) (1925–1995) war als Filmkomiker bekannt. Meistens wurde er als Gegenstück zum Komiker Dolphy besetzt.

## Filmografie
- 1939: Anak ng Hinagpis [Filippine]
- 1946: Alaala Kita [Lvn]
- 1951: Reyna Elena [Lvn]
- 1951: Bohemyo [Lvn]
- 1951: Ang Aking Kahapon [Tamaraw]
- 1951: Haring Cobra [Lvn]
- 1952: Rebecca [Sampaguita]
- 1952: Tia Loleng [Lvn]
- 1952: Bakas ng Kahapon [Premiere]
- 1953: Dyesebel [Premiere/Manuel Vistan Jr.]
- 1954: Musikong Bumbong [Sampaguita]
- 1954: Matandang Dalaga [Sampaguita]
- 1954: Jack & Jill [Sampaguita]
- 1954: Eskandalosa [Ace York]
- 1954: Ang Biyenang Hindi Tumatawa [Sampaguita]
- 1954: Tres Ojos [Sampaguita]
- 1954: Kurdapya [Sampaguita]
- 1955: Uhaw sa Pag-ibig [Sampaguita]
- 1955: Mariposa [Sampaguita]
- 1955: Despatsadora [Sampaguita]
- 1955: Kontra Bida [Sampaguita]
- 1955: Iyung-Iyo [Sampaguita]
- 1955: Bim Bam Bum [Sampaguita]
- 1956: Vaccacionista [Sampaguita]
- 1956: Kanto Girl [Sampaguita]
- 1957: Sino ang Maysala [Vera Perez]
- 1957: Bituing Marikit [Sampaguita]
- 1957: Diyosa [Sampaguita]
- 1957: Hahabul-Habol [Sampaguita]
- 1957: Busabos [Sampaguita]
- 1957: Paru-Parong Bukid [Sampaguita]
- 1958: Mga Reyna ng Vicks [Sampaguita]
- 1958: Isang Milyong Kasalanan [Sampaguita]
- 1958: Palaboy [Vera-Perez]
- 1958: Mapait na Lihim [Sampaguita]
- 1958: Baby Bubut [Sampaguita]
- 1958: Berdaderong Ginto [Vera-Perez]
- 1958: Bobby [Sampaguita]
- 1958: Mapait na lihim
- 1958: Baby bubut
- 1958: Berdaderong ginto
- 1959: Handsome
- 1959: Tanikalang apoy
- 1959: Isinumpa
- 1960: Bilanggong birhen
- 1961: Batas ng lipunan
- 1962: Susanang daldal
- 1962: Bulung-bulungan
- 1962: Amaliang mali-mali
- 1962: Siyam na langit
- 1963: Sabina
- 1963: Anak, ang iyong ina!
- 1963: Ang bukas ay akin!
- 1964: Umibig ay di biro
- 1964: Ging
- 1964: The Dolly Sisters
- 1965: Portrait of My Love
- 1965: Paano kita lilimutin
- 1965: Birhen sa lupa
- 1965: Eskuwelahang munti
- 1966: Mama!
- 1966: Maghapong walang araw
- 1966: Ang tao ay makasalanan
- 1966: Miranda: Ang lagalag na sirena
- 1967: Anong ganda mo!
- 1967: Maruja
- 1967: Way Out in the Country
- 1968: The More I See You
- 1968: Si Romeo at si Julieta
- 1968: May tampuhan paminsan minsan
- 1968: Magic Guitar
- 1968: Jingy
- 1968: Ngitngit ng pitong whistle bomb (Mars Ravelo's Ngitngit ng Pitong Whistle Bomb)
- 1969: YeYe Generation!
- 1970: Young Love
- 1970: Uhaw
- 1970: Mo neuih (Queen of Evil/Devil Woman/Evil Snake Girl)
- 1970: Hiwaga ng lagim
- 1970: Ako'y tao, may dugo at laman! (Mars Ravelo's Ako'y tao, may dugo at laman!)
- 1970: Wanted: Perfect Mother
- 1971: Tisay
- 1971: Robina
- 1971: Living Doll
- 1971: Kamunduhan
- 1971: Alimpuyo
- 1972: The innocents (Mga walang malay)
- 1973: Pepeng Agimat (Pepeng Agimat - Sa daigdig ng kababalaghan)
- 1973: Because You Are Mine
- 1973: 7 infantes de Lara
- 1975: At lumaganap ang lagim
- 1976: Bongbong
- 1977: Electrika kasi, eh!
- 1978: Mga mata ni Angelita (Ricardo Y. Feliciano's Mga Mata ni Angelita)